# Labium bicolor
Labium bicolor là một loài tò vò trong họ Ichneumonidae.